# CD58
CD58 (англ. CD58 molecule) – білок, який кодується однойменним геном, розташованим у людей на короткому плечі 1-ї хромосоми.  Довжина поліпептидного ланцюга білка становить 250 амінокислот, а молекулярна маса — 28 147.
| 10         |  | 20         |  | 30         |  | 40         |  | 50         |
| ---------- |  | ---------- |  | ---------- |  | ---------- |  | ---------- |
| MVAGSDAGRA |  | LGVLSVVCLL |  | HCFGFISCFS |  | QQIYGVVYGN |  | VTFHVPSNVP |
| LKEVLWKKQK |  | DKVAELENSE |  | FRAFSSFKNR |  | VYLDTVSGSL |  | TIYNLTSSDE |
| DEYEMESPNI |  | TDTMKFFLYV |  | LESLPSPTLT |  | CALTNGSIEV |  | QCMIPEHYNS |
| HRGLIMYSWD |  | CPMEQCKRNS |  | TSIYFKMEND |  | LPQKIQCTLS |  | NPLFNTTSSI |
| ILTTCIPSSG |  | HSRHRYALIP |  | IPLAVITTCI |  | VLYMNGILKC |  | DRKPDRTNSN |
|            |  |            |  |            |  |            |  |            |

A: Аланін

C: Цистеїн

D: Аспарагінова кислота

E: Глутамінова кислота

F: Фенілаланін

G: Гліцин

H: Гістидин

I: Ізолейцин

K: Лізин

L: Лейцин

M: Метіонін

N: Аспарагін

P: Пролін

Q: Глутамін

R: Аргінін

S: Серин

T: Треонін

V: Валін

W: Триптофан

Задіяний у такому біологічному процесі як поліморфізм. 
Локалізований у клітинній мембрані, мембрані.